# خطای هاله‌ای
در روانشناسی و علوم شناختی خطای هاله‌ای (اثر هاله‌ای) (به انگلیسی Halo Effect) به تمایلی گفته می‌شود که در آن یک فرد، شرکت، نشان تجاری یا محصول، به دلیل مثبت بودن در یک زمینه، در سایر زمینه‌ها نیز مثبت تلقی می‌شود. اثر هاله‌ای نام مفهومی‌ست که به موجب آن سنجشگر تمایل به تأثیرپذیری بر اساس قضاوتهای قبلی مبتنی بر شخصیت یا کارایی داشته‌باشد. این خطا، نوعی سوگیری شناختی‌ست و می‌تواند فرد را از پذیرش یک شخص، یک محصول، و یا یک نشان تجاری برپایه یک باور خوب یا بد بی‌اساس بازدارد.
خطای هاله‌ای به حوزه نوعی خطا در شناخت و تصمیم‌گیری گفته می‌شود که تحت تأثیر ذهنیت قبلی قضاوت‌کننده شکل می‌گیرد و می‌تواند از حقیقت و انصاف به دور باشد.
در کنار اثر هاله‌ای که به زبان ساده خوب دیدن بی دلیل یک فرد است، اثر شاخص نیز سوگیری شناختی است که وقتی گفته می‌شود که این قضاوت دارای بار منفی باشد، مانند اینکه وقتی شخصی غیر جذاب باشد، به راحتی بیش از کسی که جذاب است، در یک جرم مقصر شناخته میشود که از آن به عنوان اثر شاخ ( Horn Effect) یاد میشود.
به عنوان مثال وقتی معلمی از دانش آموزی ذهنیتی منفی به عنوان یک فرد «تنبل» دارد، در برخوردهای بعدی نیز ممکن است این پیش داوری بر قضاوت او تأثیر بگذارد. از این‌رو است که به معلمان همیشه توصیه می‌شود در هنگام تصحیح ورقه‌های امتحانی به اسامی دانش آموزان نگاه نکنند تا ذهنیت‌های قبلی بر نحوه قضاوت آن‌ها تأثیر نگذارد.
تأثیر خطای هاله‌ای می‌تواند در قضاوت‌کننده بسته به تصویر ذهنی قبلی مثبت یا منفی باشد. شرکت‌های بزرگ در دنیا و مارک‌های معروف (برند) سعی می‌کنند از جنبه مثبت این خطا ، برای بازاریابی بیشتر محصولات خود استفاده کنند. در این راستا تلاش می‌کنند تا «اسم» محصول در اصطلاح خراب نشود و اعتبار همیشگی را داشته باشد.
این خطای مداوم در قضاوت ، منعکس‌کننده ترجیحات فردی ، پیش‌داوری‌ها ، ایدیولوژی ، آرمان‌ ها و ادراک اجتماعی است .